# Shang-Chi and the Legend of the Ten Rings
Shang-Chi and the Legend of the Ten Rings és una pel·lícula de superherois estatunidenca de 2021 basada en els còmics de Marvel i el seu personatge Shang-Chi. Produïda per Marvel Studios i distribuïda per Walt Disney Studios Motion Pictures, és la 25a pel·lícula de l'Univers Cinematic Marvel (MCU). La pel·lícula va ser dirigida per Destin Daniel Cretton, a partir d'un guió que va escriure juntament amb Dave Callaham i Andrew Lanham, i és protagonitzada per Simu Liu com Shang-Chi al costat d'Awkwafina, Meng'er Zhang, Fala Chen, Florian Munteanu, Benedict Wong, Michelle Yeoh, Ben. Kingsley i Tony Leung. A la pel·lícula, Shang-Chi es veu obligat a enfrontar-se al seu passat quan el seu pare Wenwu (Leung), el líder de l'organització Ten Ring (Deu Anells), atrau Shang-Chi i la seva germana Xialing (Zhang) a la recerca d'un poble mític.
Una pel·lícula basada en Shang-Chi havia entrat en desenvolupament l'any 2001, però el treball no va començar de debò fins al desembre de 2018, quan es va contractar Callaham. Cretton es va unir el març de 2019, amb el projecte accelerat com la primera pel·lícula de Marvel amb un protagonisme asiàtic. El títol de la pel·lícula i el repartiment principal es van anunciar el juliol, revelant la connexió de la pel·lícula amb l'organització Ten Rings, que havia aparegut prèviament al MCU, i el seu líder Wenwu. Shang-Chi and the Legend of the Ten Rings és la primera pel·lícula de Marvel Studios amb un director asiàtic i un repartiment predominantment asiàtic. El rodatge va començar a Sydney el febrer de 2020, però es va suspendre al març a causa de la pandèmia de la COVID-19. La producció es va reprendre a l'agost abans de completar-se a l'octubre, amb un rodatge addicional a San Francisco.
Shang-Chi and the Legend of the Ten Rings es va estrenar a Los Angeles el 16 d'agost de 2021 i als Estats Units el 3 de setembre, com a part de la fase quatre de l'MCU. La pel·lícula va batre diversos rècords de taquilla durant la pandèmia i ha recaptat 432 milions de dòlars a tot el món, la qual cosa la converteix en la vuitena pel·lícula més taquillera del 2021. Va obtenir valoracions positives de la crítica, molts dels quals van elogiar la coreografia de les seqüències d'acció, l'exploració i la representació de la cultura asiàtica i les actuacions del repartiment, especialment les de Liu i Leung. Actualment s'està desenvolupant una seqüela, amb Cretton que tornarà com a escriptor i director.

## Argument
Fa uns mil anys, Xu Wenwu descobreix deu anells místics que atorguen la immortalitat i poders divins. Estableix l'organització Ten Rings, conquerint regnes i derrocant governs al llarg de la història. El 1996, Wenwu cerca Ta Lo, un poble que es diu que alberga bèsties mítiques. Viatja a través d'un bosc màgic fins a l'entrada del poble però és aturat per la seva guardiana, Ying Li. Els dos s'enamoren, i quan els habitants de Ta Lo rebutgen Wenwu, Li decideix marxar amb ell. Es casen i tenen dos fills, Shang-Chi i Xialing. Wenwu abandona la seva organització i guarda els deu anells.
Quan Shang-Chi té set anys, Li és assassinada pels enemics de Wenwu, un grup anomenat Iron Gang. Wenwu torna a posar-se els deu anells, massacra els Iron Gang i reprèn el lideratge de la seva organització. Ell fa que Shang-Chi se sotmeti a un entrenament brutal en arts marcials, però no permet que Xialing s'entreni amb els altres, així que s'ensenya ella mateixa en secret. Quan Shang-Chi té 14 anys, Wenwu l'envia a assassinar el líder dels Iron Gang. Després de completar la seva missió, un Shang-Chi traumatitzat fuig a San Francisco i adopta el nom de "Shaun".
En l'actualitat, Shang-Chi treballa com a aparcacotxe amb la seva millor amiga Katy, que no sap res del seu passat. Són atacats en un autobús pels Ten Rings, que roben un penjoll que Li va donar a Shang-Chi. Shang-Chi viatja a Macau per trobar-se amb la seva germana, tement que els Ten Rings vagin també a buscar el seu penjoll a joc amb el seu. Li revela el seu passat a la Katy, que insisteix a ajudar-lo. Troben a Xialing en un club de lluita clandestí, que ella va fundar després d'escapar de Wenwu a una edat jove. Els Ten Rings ataquen el club de lluita i Wenwu arriba per capturar a Shang-Chi, Katy, Xialing i el seu penjoll.
Els porten al recinte dels Ten Rings, on Wenwu utilitza els penjolls per revelar un mapa místic que condueix a Ta Lo. Wenwu explica que ha escoltat a Li cridant-lo i creu que ha estat captiva a Ta Lo darrere d'una porta segellada. Té previst destruir el poble tret que l'alliberin. Quan els seus fills i la Katy s'oposen, els empresona. Els tres es troben l'antic actor Trevor Slattery, a qui els Ten Rings tenen a la presó per fer-se passar per Wenwu, i el seu company hundun, Morris, que s'ofereix a guiar-los a Ta El.
El grup s'escapa i va a Ta Lo, que existeix en una dimensió separada amb diverses criatures mitològiques xineses. Coneixen la Ying Nan, la germana de la Li, que explica la història de Ta Lo: fa milers d'anys, el poble va ser atacat pel Dweller-in-Darkness (Habitant a les tenebres) que consumia l'ànima i els seus sequaços, però va ser salvat per un drac xinès anomenat Great Protector (Gran Protector) que va ajudar a segellar la Dark Gate (Porta Fosca) al món dels Habitants. Segons Nan, el Dweller-in-Darkness ha estat influint en Wenwu perquè cregui que Li encara és viva perquè obri el mur que l'empresona. Shang-Chi, Xialing i Katy s'uneixen als vilatans per entrenar i preparar-se per a l'arribada de Wenwu, utilitzant vestits i armes fetes amb escates de drac.
Wenwu i els Ten Rings arriben i ataquen. Wenwu domina a Shang-Chi i el llança al llac proper, després ataca el mur amb els anells. Això permet que alguns dels sequaços del Dweller escapin. Els Ten Rings uneixen forces amb els vilatans per lluitar contra ells. Shang-Chi és rescatat pel Gran Protector, que abandona el llac per lluitar contra els esbirros. Wenwu i Shang-Chi lluiten una vegada més i Shang-Chi obtè avantatge, però opta per perdonar el seu pare. El Dweller-in-Darkness s'escapa de la porta debilitada i ataca a Shang-Chi. Wenwu salva a Shang-Chi, deixant-li els anells abans de ser assassinat pel Dweller-in-Darkness. Shang-Chi, el drac, Xialing i Katy aconsegueixen matar el Dweller-in-Darkness. Després, Shang-Chi i Katy tornen a San Francisco, on són convocats pel bruixot Wong a Kamar-Taj.
En una escena a meitat dels títols de crèdit del final, Wong presenta Shang-Chi i Katy a Bruce Banner i Carol Danvers mentre investiga l'origen dels anells. Descobreixen que els anells actuen com a far d'alguna cosa. En una escena posterior als crèdits, Xialing es converteix en el nou líder dels Ten Rings, entrenant dones al costat d'homes, tot i dir a Shang-Chi que anava a dissoldre l'organització.

## Repartiment

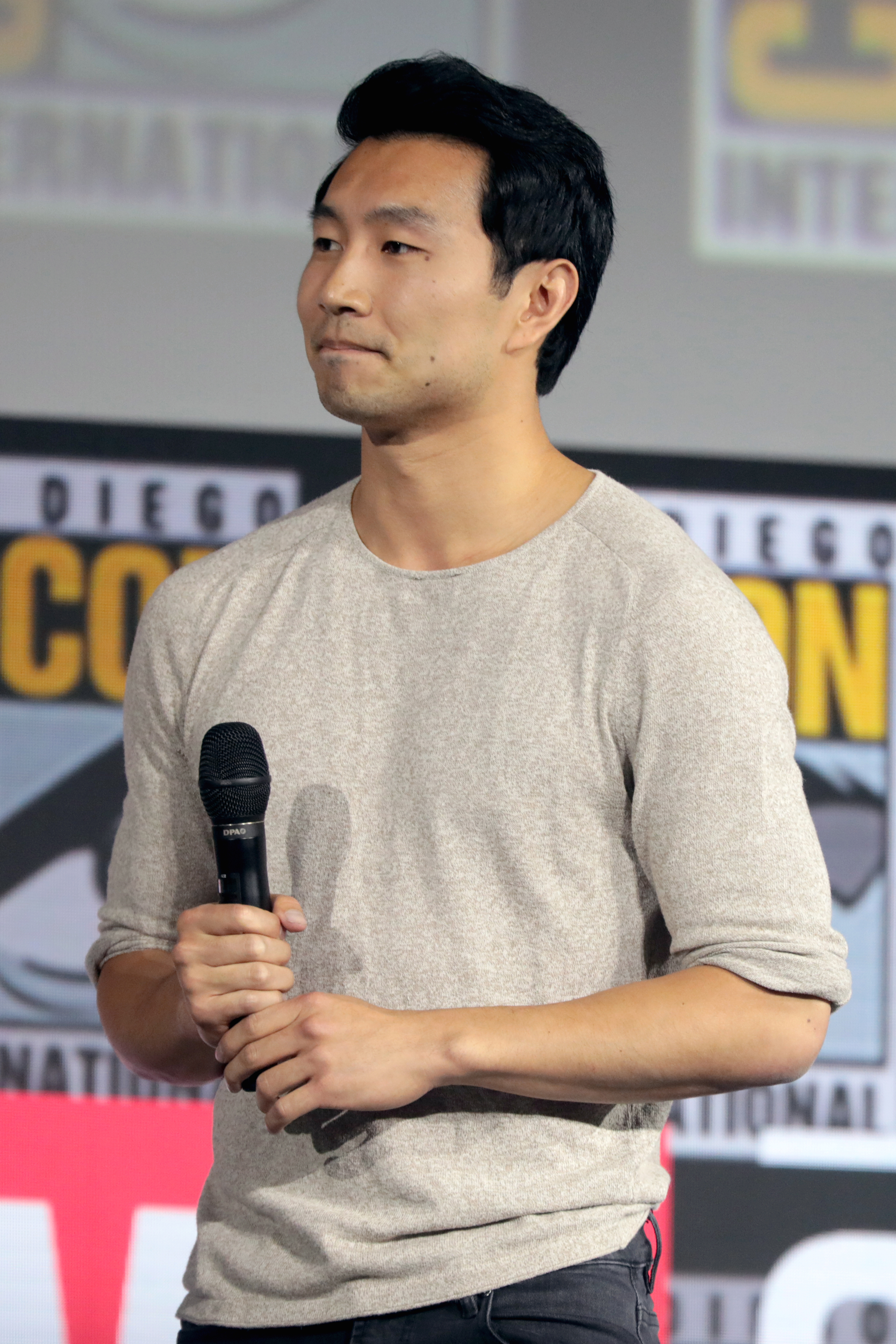
Simu Liu A la Comic-Con de San Diego de 2019.

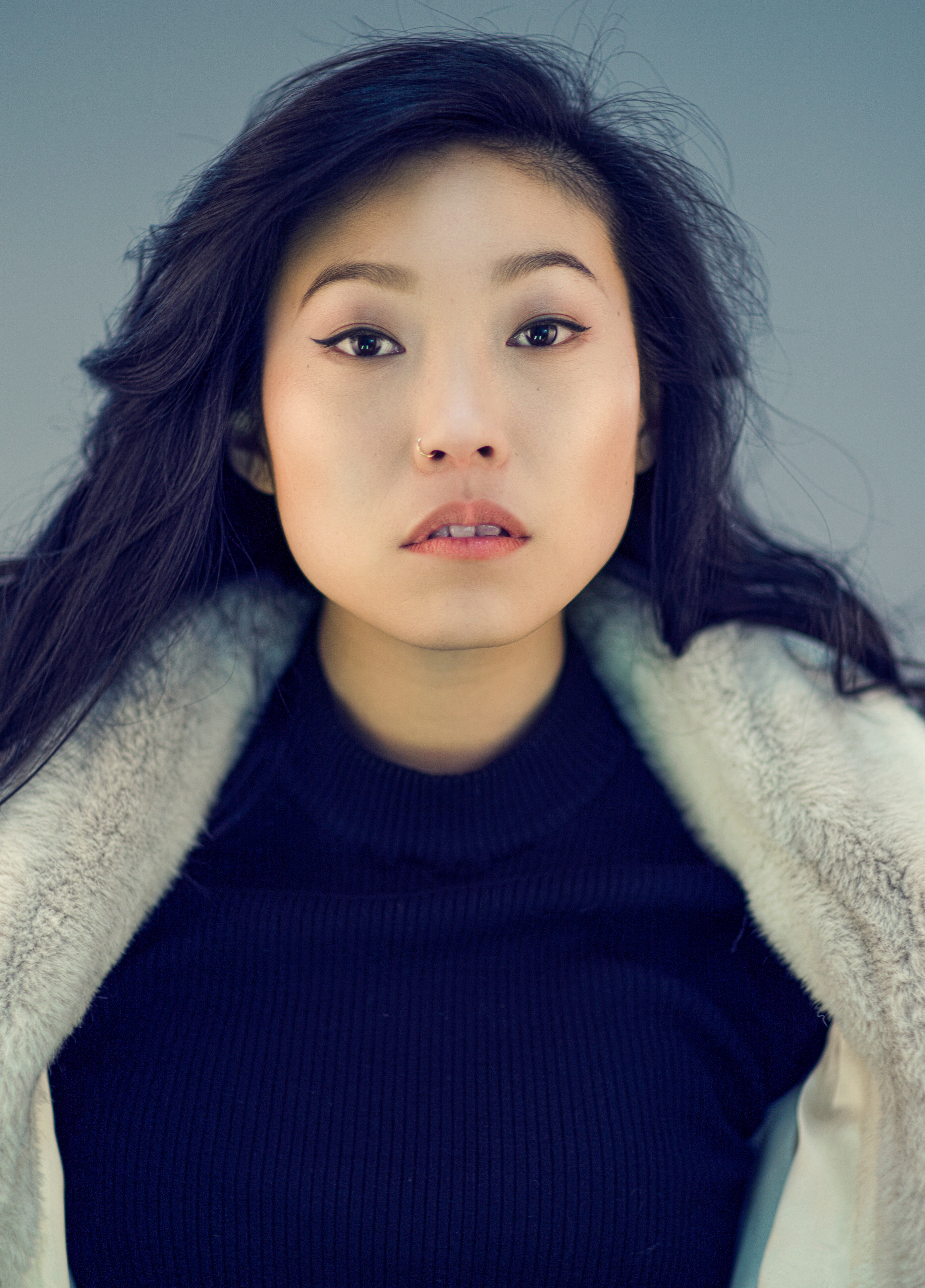
Awkwafina, guanyadora d'un Globus d'Or, es coprotagonista de la pel·lícula.

- Simu Liu com Xu Shang-Chi / Shaun: un artista marcial especialitzat que va ser entrenat a una edat jove per ser un assassí pel seu pare Wenwu. Shang-Chi va deixar l'organització dels Ten Rings per portar una vida normal a San Francisco,[1][2] i va canviar el seu nom a "Shaun".[3][4] El director Destin Daniel Cretton va caracteritzar Shang-Chi com un peix fora de l'aigua als EUA qui intenta amagar-ho amb el seu carisma,[2] i no sap "qui és realment".[5] Cretton també va comparar Shang-Chi amb el caràcter de Will de Good Will Hunting (1997), amb ambdós personatges combinant masculinitat i vulnerabilitat, i tenint secrets i superpoders que no entenen.[6] Cretton va descriure la pel·lícula com un viatge per Shang-Chi per descobrir el seu lloc en el món.[7] Liu va actuar en moltes de les seves escenes de risc donat que el personatge no porta màscara,[2] i va guanyar 4.5 Kg de múscul pel paper mentre treballava en la seva flexibilitat.[8] Liu tania coneixements en taekwondo, gimnàstica, i wing chun,[9] i va aprendre i entrenar tai-txi,[10] Wu-Shu, boxa tailandesa, silat, Krav Magà, jiu-jitsu, boxa, i lluita de carrer per a la pel·lícula.[11] Jayden Zhang i Arnold Sol interpreten Shang-Chi com a nen i adolescent, respectivament.[12]
- Awkwafina com Katy: una aparcacotxes d'hotel i millor amiga de Shang-Chi a San Francisco qui desconeix el seu passat.[2][13] Awkwafina va descriure Katy com propera,[14] amb un "cor real" i dedicació a Shang-Chi,[2] qui és "empesa a un món on realment no sap què fer [... I està] descobrint coses sobre ella".[14] Katy té dificultat per trobar una direcció en la seva vida, cosa que Awkwafina sentia era propera per molts americans asiàtics a causa de les seves expectatives pròpies així com les dels seus pares i societat.[4]
- Meng'er Zhang Com Xu Xialing: germana jove distanciada de Shang-Chi i filla de Wenwu.[15] Xialing és el primer paper princiapal de Zhang,[12] i una combinació de diversos personatges de còmic, particularment Zheng Bao Yu[16] (originalment Fah Loo Suee). Zhang va dir que Xialing era vulnerable darrere del seu dur exterior,[17] i va demanar que s'eliminés una veta vermella que estava originalment al cabell del personatge després de descobrir l'associació de l'estil amb l'estereotip de la "noia asiàtica rebel";[17] la veta es va eliminar del metratge existent en postproducció amb efectes visuals.[18] Pel paper, Zhang es va entrenar en arts marcials mixtes, tai chi, i dart amb corda.[19] Elodie Fong I Harmonie encarnen Xialing de nena i adolescent, respectivament.[12][20]
- Fala Chen com Ying Li: muller de Wenwu i mare de Shang-Chi i Xialing que era una guardiana de Ta Lo.[21][22] Chen va estudiar tai chi pel paper.[21]
- Florian Munteanu com Razor Fist (Puny de Navalla): un membre dels Deu Anells que té una fulla de matxet per la seva mà dreta.[12]
- Benedict Wong com Wong: el Sorcerer Suprem participant en un torneig de lluita en gàbia.[23]
- Michelle Yeoh com Ying Nan: una guardiana de Ta Lo que és germana de Ying Li, i tia de Shang-Chi i Xialing.[12][24] Yeoh Anteriorment va interpretar Aleta Ogord en els Guardians of the Galaxy Vol.2 (2017) del MCU.[25]
- Ben Kingsley com Trevor Slattery: un actor que anteriorment va fer-se passar pel Mandarin i va ser segrestat pels Ten Rings.[26][27] Té una relació propera amb el mític hundun Morris, i viatja a Ta Lo amb Shang-Chi.[26] Cretton va considerar que era "essencial escoltar a [Slattery] admetre com de ridícul era tota aquella situació [de suplantació mandarina]" que es veu a Iron Man 3 (2013) i el curtmetratge de Marvel One-Shot All Hail the King (2014),[28] sentint que tenir Slattery disculpant-se per suplantar a Wenwu era la manera perfecta de disculpar-se pels estereotips racials que envolten el Mandarin.[29] Kingsley va gaudir de revisitar i desenvolupar el personatge,[27] amb Cretton dient que Kingsley va poder retratar "un Trevor que s'ha beneficiat d'estar a la presó i ha sortit una versió neta i sòbria d'ell mateix".[29]
- Tony Leung com Xu Wenwu: pare de Shang-Chi i Xialing i el dirigent dels Ten Rings.[12] Wenwu és un personatge original pel Marvel Cinematic Univers (MCU) qui reemplaça el pare de Shang-Chi, originalment Fu Manchu (adaptat al català com Fu-Manxú), un "personatge problemàtic" associat amb estereotips racistes de qui Marvel no mantè els drets.[1][2] Wenwu ha agafat molts noms diferents, incloent "El Mandarin", que el productor Jonathan Schwartz va assenyalar que arriba amb expectatives del públic a causa de la història dels còmics d'aquest nom. Va dir que Wenwu era un personatge més complex i amb més capes que la versió del còmic,[2] i Cretton va afegir que hi havia aspectes problemàtics de la representació del còmic del Mandarín que volia canviar. Va sentir que Leung evitava els estereotips asiàtics i un retrat unidimensional aportant humanitat i amor al paper,[2][7][30] descrivint Wenwu com un "humà plenament realitzat" amb raons relacionades per les seves males decisions.[7] Leung no volia apropar-se al personatge com un dolent, sinó que esperava explorar les raons per les quals és "un home amb història, que anhela ser estimat", descrivint-lo com "un sociópata, un narcisista [i] un fanàtic."[31]

També apareixen a la pel·lícula Ronny Chieng com a Jon Jon, la mà dreta de Xialing i locutor del seu club de lluita clandestina; Yuen Wah com Guang Bo, un dels líders de Ta Lo; Jodi Long com Mrs. Chen, la mare de Katy; Dallas Liu com a Ruihua, el germà de Katy; Paul He com a canceller Hui; Tsai Chin com a àvia de Katy;; Andy Le com a Death Dealer, un dels assassins de Wenwu que va entrenar a Shang-Chi en la seva joventut; Stephanie Hsu i Kunal Dudheker com Soo i John, es van casar amb amics de Shang-Chi i Katy; Zach Cherry com a Klev, un conductor d'autobús que transmet en directe una de les baralles de Shang-Chi (després d'interpretar un venedor ambulant a Spider-Man: Homecoming el 2017); i Dee Baker com la veu de Morris, un hundun que es fa amic de Slattery. Jade Xu repeteix el seu paper com una Black Widow anomenada Helen a Black Widow (2021), mentre que Tim Roth proporciona la veu sense acreditar per al seu personatge de The Incredible Hulk (2008) Emil Blonsky / Abomination. Mark Ruffalo i Brie Larson apareixen sense acreditar a l'escena dels crèdits mitjans com Bruce Banner i Carol Danvers, respectivament, repetint els seus papers del MCU.

## Producció

### Desenvolupament
Segons Margaret Loesch, expresidenta i CEO de Marvel Productions, Stan Lee va parlar d'una possible pel·lícula o sèrie de televisió basada en el personatge de Marvel Comics Shang-Chi amb l'actor Brandon Lee i la seva mare Linda Lee durant la dècada de 1980, amb la intenció de tenir Brandon Lee com el personatge protagonista. El pare de Brandon, la llegenda de les arts marcials Bruce Lee, va ser la inspiració visual de l'artista Paul Gulacy quan va dibuixar Shang-Chi durant la seva etapa a la sèrie de còmics Master of Kung Fu a la dècada de 1970. El 2001, Stephen Norrington va signar un acord per dirigir una pel·lícula de Shang-Chi titulada The Hands of Shang-Chi. El 2003, la pel·lícula estava en desenvolupament a DreamWorks Pictures amb Yuen Woo-Ping substituint Norrington com a director i Bruce C. McKenna contractat per escriure el guió. Ang Lee es va unir al projecte com a productor el 2004, però la pel·lícula no es va materialitzar més enllà d'aquell moment i els drets del personatge van tornar a Marvel. El setembre de 2005, el president i conseller delegat de Marvel, Avi Arad, va anunciar Shang-Chi com una de les deu propietats desenvolupades com a pel·lícules pels recentment formats Marvel Studios, després que la companyia rebés finançament per produir la llista de deu pel·lícules que s'havien de distribuir de Paramount Pictures. Shang-Chi es va incloure en una llista de personatges que Marvel pensava que podrien protagonitzar grans pel·lícules tot i ser relativament desconegut, ja que tenia una "història molt Disney" als còmics.
Els Ten Rings van aparèixer a la primera pel·lícula del Marvel Cinematic Universe (MCU), Iron Man (2008), sense el seu líder, el Mandarin. Llavors, Marvel Studios va planejar presentar el Mandarin en una pel·lícula que podria fer "justícia suprema" al personatge i mostrar la seva complexitat, cosa que el president de Marvel Studios, Kevin Feige, va pensar que no podien fer a les pel·lícules d'Iron Man perquè es centraven en Tony Stark / Iron Man. Segons Chris Fenton, expresident de la productora cinematogràfica amb seu a la Xina DMG Entertainment que estava en converses amb Marvel Studios per coproduir les seves pel·lícules, Marvel es va oferir a crear un teaser amb Shang-Chi o el Mandarin per al mercat xinès que apareixeria al final de The Avengers (2012). DMG va rebutjar l'oferta, ja que la representació estereotipada negativa del Mandarin als còmics podria impedir que la pel·lícula s'estrenés a la Xina i arriscar-se a tancar DMG com a empresa. El Mandarin finalment apareixeria a la pel·lícula coproduïda per DMG Iron Man 3 (2013) interpretat per Ben Kingsley, però es va revela que era l'impostor Trevor Slattery fent-se passar per el mandarin. Feige va pensar que aquest Mandarin fals no significava necessàriament que no existia una versió més fidel del personatge a l'MCU.

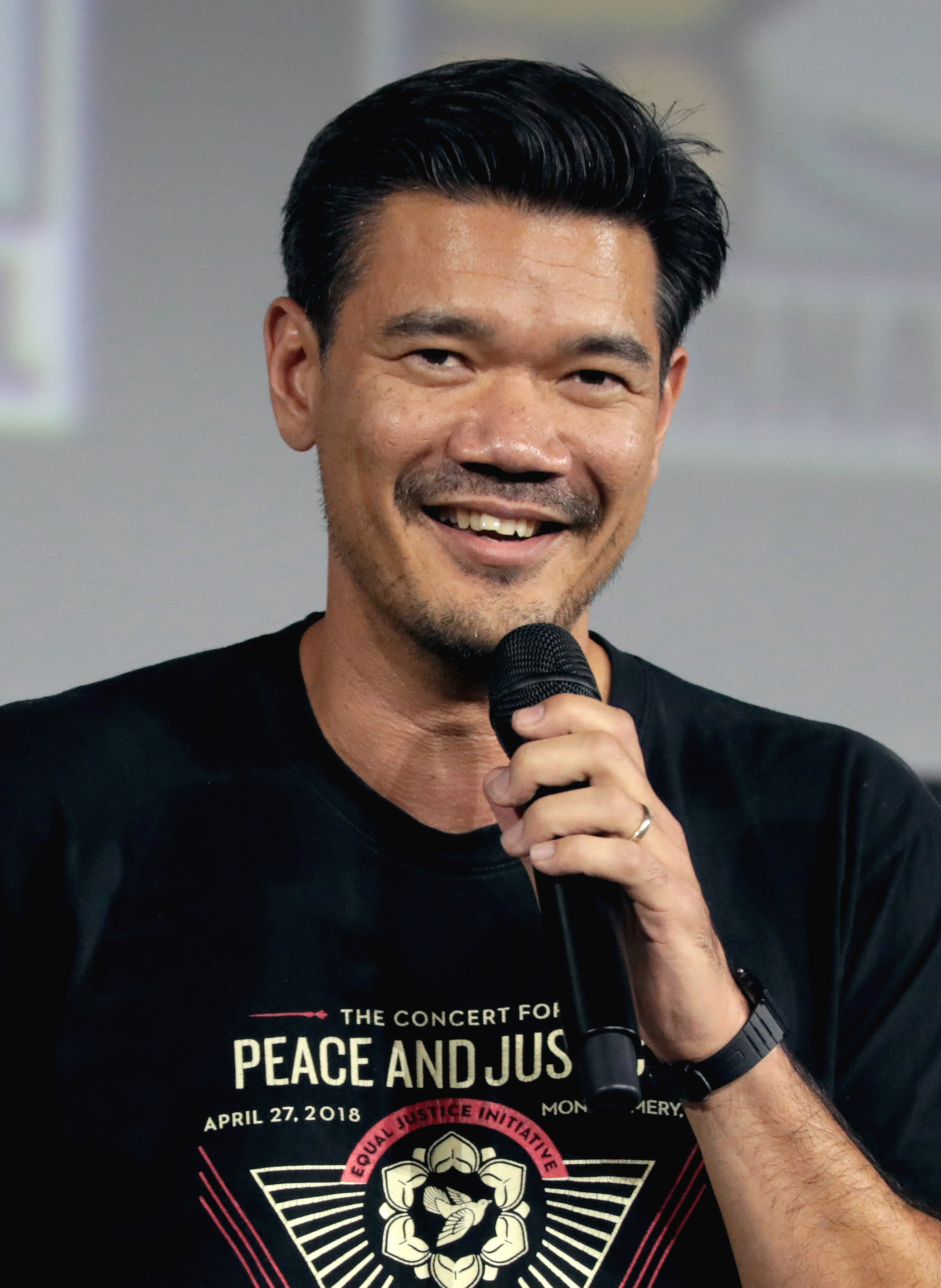
Destin Daniel Cretton promocionant la pel·lícula a la San Diego Comic-Con 2019.

Al desembre de 2018, Marvel havia accelerat el desenvolupament d'una pel·lícula de Shang-Chi amb la intenció de convertir-la en la seva primera pel·lícula amb un protagonista asiàtic. Marvel va contractar l'escriptor xinès-americà Dave Callaham per escriure el guió i va començar a mirar cineastes asiàtics i asiàtics-americans per dirigir la pel·lícula. L'objectiu dels estudis era explorar temes asiàtics i asiàtic-americans presentats per cineastes asiàtics i asiàtic-americans, tal com havien fet per a la cultura africana i afroamericana amb Black Panther a principis del 2018. El desenvolupament de la pel·lícula també es va produir després de l'èxit de la pel·lícula Crazy Rich Asians, que també es va estrenar a principis del 2018 i que va provocar que els estudis de Hollywood desenvolupessin diverses propietats liderades per Àsia. S'esperava que el guió de Callaham modernitzés elements de la història del còmic del personatge, que es va escriure per primera vegada a la dècada de 1970, per evitar el que el públic modern considerés estereotips negatius. Quan Callaham va començar a treballar en el guió, es va emocionar en adonar-se que era el primer projecte on se li va demanar que escrigués "des de la meva pròpia experiència, des de la meva pròpia perspectiva". Richard Newby, de The Hollywood Reporter, va dir que la pel·lícula podria "sorgir d'una manera similar a Black Panther" aportant una nova perspectiva al personatge. Newby va pensar que Shang-Chi podria haver funcionat bé com a sèrie de televisió i va dir que "diu molt" que Marvel decidís fer un llargmetratge sobre el personatge. Newby va concloure que la pel·lícula era una oportunitat per evitar els estereotips sobre els artistes marcials asiàtics i ser "més que el Bruce Lee de Marvel".
Marvel Studios va contractar el cineasta japonès-nord-americà Destin Daniel Cretton per dirigir la pel·lícula el març de 2019. Deborah Chow, que anteriorment va dirigir episodis de les sèries Iron Fist i Jessica Jones de Marvel Television, Justin Tipping i Alan Yang també van ser considerats. Cretton va admetre que abans no havia estat interessat a dirigir una pel·lícula de superherois, però es va sentir atret pel projecte per ajudar a crear un món i un personatge que els nens asiàtics poguessin admirar i veure's a ells mateixos. El discurs de Cretton per a la pel·lícula va incloure inspiració visual del cinema xinès, sud-coreà, japonès i altres asiàtics, inclòs l'anime, per destacar un to que mostrava "el drama i el dolor de la vida, però també mostrava l'humor de la vida". A l'abril, Marvel Studios i el ministre d'Arts d' Austràlia, Mitch Fifield, van anunciar que una propera pel·lícula de Marvel, que es creu que seria Shang-Chi, es filmaria als Fox Studios Australia de Sydney i a tot l'estat de Nova Gal·les del Sud. La producció va rebre 24 milions de dòlars australians (17 milions de dòlars EUA) en finançament puntual del govern australià, així com el suport del fons estatal "Made in NSW" de 10 milions de dòlars australians. S'esperava que la producció generés 150 milions de dòlars australians per a l'economia australiana, així com 4.700 nous llocs de treball, tot aprofitant al voltant de 1.200 empreses locals. Don Harwin, el ministre d'Arts de Nova Gal·les del Sud, va confirmar al juliol que aquesta pel·lícula era Shang-Chi i que es produiria paral·lelament a Thor: Love and Thunder (2022) de Marvel Studios; La producció de Shang-Chi s'havia de completar abans que es comencés a treballar en Love and Thunder més tard el 2020.

### Preproducció
A mitjans de juliol de 2019, Marvel Studios va començar a provar actors d'uns 20 anys per al paper de Shang-Chi, incloent Lewis Tan i Simu Liu; Tan anteriorment va interpretar a Zhou Cheng a Iron Fist. L'estudi va insistir que els actors fossin d'ascendència xinesa per fer una audició per al personatge. Liu va ser considerat abans en el procés d'audició i va ser portat de nou per a una segona audició quan els creatius tenien dificultats per decidir el paper. Va tornar a provar el paper el 14 de juliol i va ser escollit oficialment el 16 de juliol. Awkwafina, que va ser el primer actor seleccionat per a la pel·lícula, va fer proves de química amb els possibles actors i va dir que "era evident que [Liu] era Shang-Chi pel salt". Cretton i el productor Feige van anunciar els càstings de Liu i Awkwafina al panell de la Comic-Con de San Diego de Marvel Studios el 20 de juliol, on es va anunciar que el títol complet de la pel·lícula era Shang-Chi and the Legend of the Ten Rings. Feige va assenyalar el paper de l'organització Ten Rings a tot el MCU i va dir que el Mandarin seria introduït en aquesta pel·lícula amb Tony Leung en el paper.
El logotip dels deu anells es va canviar per a la pel·lícula, passant d'incloure la llengua mongol en aparicions anteriors de MCU a tenir caràcters xinesos "inofensius" que són sinònims de força o poder escrits en una escriptura antiga. Això es va fer després de l'aparició del logotip a Iron Man 3, que va provocar la ira del govern de Mongòlia que considerava que l'escriptura mongol "lligaven de manera ofensiva el patrimoni cultural immaterial del país a un grup terrorista", tot i que Oyungerel Tsedevdamba, exministre de Cultura, Esports i turisme, creia que el canvi era més per apaivagar el mercat xinès. Kingsley repeteix el seu paper de Slattery a Shang-Chi and the Legend of the Ten Rings, amb la inclusió del personatge planificada des del principi per tal d'ajudar a explorar completament el "context de qui és el Mandarin a l'MCU". El productor Jonathan Schwartz va dir que Slattery era una "arma secreta" la introducció de la qual a mig camí de la pel·lícula la mou en una direcció diferent i proporciona un alleujament còmic. Cretton va dir a l'octubre que la producció començaria a principis del 2020. Al desembre, Feige va dir que la pel·lícula comptaria amb un repartiment predominantment asiàtic. Un mes després, Michelle Yeoh va entrar en converses per a un paper a la pel·lícula. Això va ser per a un personatge diferent d'Aleta Ogord, que Yeoh havia interpretat breument a Guardians of the Galaxy Vol. 2 (2017). Jessica Henwick, que abans va interpretar a Colleen Wing a Iron Fist, Disney va oferir una audició per al paper de Xialing a la pel·lícula, però Warner Bros. li va oferir simultàniament el paper de Bugs a The Matrix Resurrections (2021); després que Disney i Warner li donessin un ultimàtum sobre quin paper seleccionar amb la condició de rebutjar l'altre, Henwick va triar el paper de Resurrections per sobre de Shang-Chi, en part perquè volia repetir el paper de Wing en una futura producció de MCU.
A més de Callaham, Cretton i Andrew Lanham també van contribuir al guió de Shang-Chi and the Legend of the Ten Rings d'una història de Callaham i Cretton. La pel·lícula va ser descrita com una "èpica de superherois arrasadora que combina un drama familiar emocional amb acció d'arts marcials que desafia la gravetat". Schwartz va dir que gran part de l'arc de Shang-Chi dins de Marvel Comics és un drama familiar, i Cretton va voler centrar-se en aquest element per a la pel·lícula, explorant els antecedents familiars trencats i abusius de Shang-Chi. Liu va assenyalar que la història de fons del còmic de Shang-Chi no és tan coneguda com la d'altres personatges de còmics com Batman o Spider-Man, i això va donar als guionistes de la pel·lícula espai per prendre més llibertats creatives amb la història. Cretton i Callaham eren conscients d'alguns dels estereotips racials que envolten el personatge als còmics, i Liu va dir que tots els implicats eren "molt sensibles a que no entrés en territori estereotipat". Cretton creia que el guió resultant era una "actualització realment bonica" per al personatge de la que va començar als còmics.
Cretton va sentir que la pel·lícula explicava una història autèntica sobre la identitat asiàtica. Callaham va dir que "no hi ha una única veu asiàtica americana", i ell i Cretton van contemplar com la pel·lícula podria parlar amb "la diàspora asiàtica més àmplia" i seria en general entretinguda però també "personal per a tota aquesta gent". Els membres del repartiment Liu, Leung i Meng'er Zhang van aportar les seves pròpies experiències provinents del Canadà, Hong Kong i la Xina continental, respectivament, per augmentar l'autenticitat de la pel·lícula. Alguns aspectes que es van comentar en cada escena van ser si els personatges havien de parlar en xinès mandarí o en anglès i el tipus de menjar que se servia a les diferents llars perquè se sentis autèntic a la casa de qui era. L'obertura de la pel·lícula comença amb una narració totalment en mandarí, que Nancy Wang Yuen, escrivint per a io9, va dir que era una decisió sorprenent que una pel·lícula de l'MCU "comencés en un idioma diferent de l'anglès i continuï fent-ho durant un període prolongat". Pel que fa a l'ús del mandarí a la pel·lícula, Cretton va dir que l'elecció de quina llengua s'utilitzava quan "sempre estava arrelada només en la lògica dels personatges i qui, naturalment, parlaria en quina llengua". Zhang, la primera llengua del qual és el mandarí, va servir d'entrenador de dialectes per als altres actors. Shang-Chi and the Legend of the Ten Rings tracta encara més la llengua asiàtica i algunes caracteritzacions negatives al seu voltant, retratant els seus personatges com un coneixement variat de les llengües asiàtiques, com ho demostra un intercanvi amb Katy i Jon Jon quan Jon Jon diu que parla "ABC" (American-born Chinese, xinès nascut als Estats Units en anglès) i Shang-Chi ensenyant a Katy a pronunciar el seu nom, que serveix com a meta moment per ajudar l'audiència a pronunciar correctament "Shang-Chi".

### Rodatge
La fotografia principal va començar el febrer de 2020, rodant a Fox Studios Australia a Sydney i a tot l'estat de Nova Gal·les del Sud, sota el títol de treball Steamboat. William Pope va exercir com a director de fotografia de la pel·lícula, rodant a l'Arri Alexa LF. Cretton va triar Pope perquè sentia que l'estil del director de fotografia podia ser alhora naturalista i intensificat, i pel treball de Pope a Matrix (1999), que Cretton creia que tenia el to adequat per a una pel·lícula de MCU centrada en personatges asiàtics i asiàtic-americans. Cretton es va inspirar en la filmografia de Jackie Chan, la sèrie Ip Man, Tai Chi Master i Kung Fu Hustle, entre d'altres, en els gèneres d'arts marcials i kung-fu, així com anime i videojocs.
El 12 de març, després que els estudis havien començat a aturar la producció de pel·lícules a causa de la pandèmia de la COVID-19, Cretton va decidir fer-se la prova de coronavirus després de treballar estretament amb persones que hi havien estat potencialment exposades. Aquesta va ser una precaució a causa del fet que Cretton tenia un nadó i es va aïllar mentre esperava aquests resultats; la prova després va resultar negativa. Mentre Cretton s'autoaïllava, Marvel va suspendre la producció de la primera unitat de la pel·lícula, però tenia la intenció que altres aspectes com la segona unitat continussin amb normalitat. El 13 de març, la resta de la producció de la pel·lícula es va aturar quan Disney va aturar el rodatge de la majoria dels seus projectes. Abans del tancament, Ronny Chieng es va unir al repartiment en un paper no revelat. A principis d'abril, Disney va canviar gran part de la seva llista de pel·lícules de la Fase Quatre a causa de la pandèmia, movent la data de llançament de Shang-Chi al 7 de maig de 2021.
El treball de construcció dels sets de la pel·lícula es va reprendre a finals de juliol de 2020 i, el 2 d'agost, tots els membres del repartiment i de la tripulació havien arribat per començar a rodar "en els següents dies". Qualsevol membre del repartiment i de la tripulació que tornés a Austràlia des de fora del país va haver de ser posat en quarantena durant dues setmanes a l'arribada abans de tornar a treballar, segons les directrius d'Austràlia. Més tard a l'agost, es va confirmar que Yeoh apareixia a la pel·lícula. El mes següent, la data d'estrena de la pel·lícula va retrocedir al 9 de juliol de 2021, després que Black Widow (2021) es traslladés a la data de maig de 2021. A l'octubre, el rodatge va tenir lloc a San Francisco, també sota el títol de treball Steamboat. Les localitzacions de rodatge inclouen els barris de Russian Hill, Noe Valley i Nob Hill, així com Fisherman's Wharf i Ghirardelli Square. El rodatge va acabar el 24 d'octubre de 2020.
Per a les escenes d'acció de la pel·lícula, Cretton es va inspirar en una varietat d'estils de lluita diferents a causa de l'entrenament de Shang-Chi en diferents tipus d'arts marcials. Aquests inclouen "l'estil wushu elegant i gairebé eteri" de Tigre i drac (2000) i les baralles "cinètiques" de les pel·lícules de Jackie Chan. El coordinador supervisor d'escenes perilloses, Brad Allan, juntament amb altres membres de l'equip d'escenes perilloses de Jackie Chan es va fer responsable de fer que els diferents estils se sentissin coherents, així com de contenir elements del cinema d'acció de Hong Kong. Els coreògrafs xinesos van ser utilitzats per crear escenes de lluita a l'estil wuxia. Schwartz va dir que hi havia un significat per a cada estil de lluita a la pel·lícula i van ajudar a explicar la història visualment. La seqüència de baralles a l'autobús va formar part de la presentació de Cretton per a la pel·lícula, i la va anomenar un "escenari what-if (què passaria si)" per ajudar a explicar les seqüències de baralles que va gaudir, "aquelles on les apostes segueixen augmentant a mesura que la baralla continua". Una vegada que es va planificar per a la pel·lícula, Cretton va acreditar a Allan per portar la "còmic física tipus Buster Keaton [a la lluita], barrejada amb configuracions i beneficis, i les apostes pujant i augmentant fins a nivells gairebé ridículs". El coordinador de lluita, Andy Cheng, va afegir que la lluita amb l'autobús va trigar més d'un any a planificar-se, passant per fins a 20 iteracions diferents, amb la majoria de les diferències relatives a la baralla dins de l'autobús. La seqüència es va completar parcialment quan es va tancar la producció per COVID, i va requerir que els implicats "resintonessin" una vegada que es reprengués la producció per completar-la. Es van utilitzar dos autobusos, en un 4,6 m d'alt cardan per a "tots els grans moviments" i un altre d'1 m d'alt cardan, amb les finestres i els seients retirats la major part del temps per seguretat. Cheng va afegir que esbrinar com es tallaria l'autobús per la meitat i coreografiar una baralla al seu voltant era la part més difícil. Tot i que els plans exteriors de la seqüència es van filmar a San Francisco, les escenes interiors de l'autobús es van rodar a Sydney. La seqüència es va gravar a 48 fps per ajudar amb el seguiment o els ajustos, i es va tornar a convertir a 24 fps, mentre que les preses a càmera lenta es van fer a 250 fps amb una càmera fantasma. L'atac de Kame Hame Ha de l'anime Bola de Drac va ser una inspiració per a la lluita final entre Shang-Chi i Wenwu, que Cretton també havia inclòs a la seva presentació.

### Post-producció
Shang-Chi and the Legend of the Ten Rings està dedicada al supervisor el coordinador d'acrobàcies Brad Allan, que va morir l'agost de 2021. Nat Sanders i Elísabet Ronaldsdóttir van ser coeditors de la pel·lícula, juntament amb Harry Yoon. El desembre de 2020, Marvel va revelar els papers de diversos membres del repartiment, incloent Awkwafina com l'amiga de Shang-Chi, Katy, Yeoh com Jiang Nan i Chieng com a Jon Jon. També van anunciar el càsting de Meng'er Zhang com a Xialing, Fala Chen com a Jiang Li i Florian Munteanu com a Razor Fist; Munteanu va ser escollit després que Marvel Studios quedés impressionat amb el seu paper a Creed II (2018). El març de 2021, la data d'estrena de la pel·lícula va retrocedir una vegada més al 3 de setembre de 2021, quan Black Widow es va traslladar a la data de juliol de 2021, i es va revelar que apareixia Dallas Liu.
El tràiler oficial de la pel·lícula el juny de 2021 va revelar que Benedict Wong repetiria el seu paper de Wong al MCU, juntament amb l'aparició d' Abomination; aquest va aparèixer per primera vegada a The Incredible Hulk (2008), interpretat per Tim Roth, amb Roth proporcionant la veu sense acreditar per al personatge a Shang-Chi and the Legend of the Ten Rings. Feige va gaudir de tornar a incloure Abomination després de més d'una dècada des de la seva última aparició a l'MCU, especialment amb els fans reconeixent i acceptant la referència. Cretton va afegir que, més enllà de ser una parella que "se sentia molt bé", Abomination i Wong van ser escollits perquè "tenien sentit al que passava a l'MCU durant l'època de la nostra pel·lícula" i ho van relacionar amb futurs projectes de l'MCU. Wong estava encantat de formar part de la pel·lícula i del seu repartiment asiàtic, expressant il·lusió per estar "assegut a una taula d'excel·lència asiàtica".
L'escena de mitjans de crèdit de la pel·lícula, que compta amb Mark Ruffalo com Bruce Banner i Brie Larson com Carol Danvers, va ser concebuda al final de la producció de la pel·lícula per Cretton per abordar els orígens dels Ten Rings. Callaham va assenyalar que hi havia molts orígens diferents creats a la pel·lícula per als Ten Rings, abans que es decidís deixar els orígens ambigus per tractar-los amb més detall en una propietat posterior del MCU. Callaham va dir que va ser una elecció intencionada després que es van adonar que "no fa cap diferència d'on ve [en aquesta pel·lícula]. Aquesta no és la història que estem explicant." Cretton havia esperat que l'escena comptaria amb Wong, així com ell anava al karaoke amb Shang-Chi i Katy per cantar Hotel California, però no estava segur de quins personatges addicionals dels Venjadors apareixeran fins més tard a la postproducció. Banner i Danvers van ser escollits per a l'escena, ja que cadascun representen els aspectes científics i espacials de l'MCU, respectivament, i les seves aparicions també s'alineen amb precisió amb altres esdeveniments de l'MCU que ocorren durant el moment de l'escena. A més, Callaham creia que Larson es va afegir perquè abans va treballar amb Cretton a Short Term 12 (2013), The Glass Castle (2017) i Just Mercy (2019). Tot i que Cretton va reiterar que l'aparició de Danvers tenia sentit per a l'escena, va reconèixer en broma que això continuava amb la seva aparició a les seves pel·lícules i va dir que li agrada incloure "gent que estimo a les pel·lícules que estic fent". Ruffalo i Larson van filmar els seus papers a principis del 2021 durant la fotografia addicional de la pel·lícula. Feige va dir que l'escena pretenia indicar "com de vital i important" era Shang-Chi per a l'MCU, comparant-ho amb l'aparició de Nick Fury a l'escena posterior als crèdits d'Iron Man.

#### Efectes visuals
Setze venedors d'efectes visuals van treballar a la pel·lícula, amb un màxim de tres venedors en un pla donat, creant més de 2.000 plans, dels quals més de 1.700 estan a la pel·lícula final. El supervisor d'efectes visuals, Joe Farrell, va descriure el procés com "peces d'escacs movent-se". De 40 a 50 de les 168 presses de la seqüència de baralles a l'autobús eren majoritàriament digitals, i tot l'entorn requeria peces digitals com l'autobús, edificis i persones. Farrell va afirmar que el moviment de la seqüència va dificultar l'edició, sobretot pel que fa als nou passatgers. Van ser mapejats per saber on estaven en tot moment i, de vegades, es van traslladar digitalment. Farrell, que va haver de romandre a Sydney a causa de la pandèmia de COVID, va planificar el rodatge de San Francisco amb Google Street View i va contractar membres de la tripulació que havien treballat a la franquícia The Fast & Furious per filmar la seqüència. Com que la seqüència de lluita a Macau té lloc sobre una bastida fora d'un edifici de vidre, els equips van construir una pantalla blava expansiva de 360 graus al voltant del plató per evitar que el reflex de la tripulació aparegués a la pel·lícula, amb Rodeo FX fent el treball de rotoscopi necessari per al seqüència. Gran part del centre de Macau es va crear digitalment, amb Farrell supervisant de forma remota la seqüència des de Sydney després que els equips de drons tracéssin la zona a Google Earth.
L'escena del mapa de l'aigua va passar per moltes iteracions per determinar com s'havia de transmetre aquesta informació, amb Cretton sentint l'ús de l'aigua "perfectament connectat amb la història dels nostres personatges" i va crear una "escena visualment bella". El hundun Morris es va inspirar en el gos de la família de Cretton, un teckel de 15 anys. Les imatges de hunduns es van incloure durant el desenvolupament inicial com a inspiració potencial per a la pel·lícula i Cretton va voler presentar-ne una a la pel·lícula d'alguna manera després de veure'ls. Morris va ser una "gota" de pantalla verda durant el rodatge, amb Cretton acreditant a Kingsley per ajudar a "insuflar-li vida", fent sentir com si Morris fos un personatge real. Es van provar diversos dissenys diferents per al personatge, inclòs un que el feia semblar "com un pollastre arrencat", però els creatius volien assegurar-se que Morris es mantingués simpàtic, cosa que era un repte, ja que els ulls i la cara d'un personatge ajuden a transmetre la seva emoció. Com a tal, confiaven en l'aspecte del seu pelatge i plomes.

## Música
La gravació de la partitura de la pel·lícula, composta per Joel P. West, va començar als Abbey Road Studios de Londres el juny de 2021. West va escriure les quatre pel·lícules anteriors de Cretton. La partitura de la pel·lícula va ser publicada digitalment per Marvel Music i Hollywood Records l'1 de setembre de 2021.
Marvel Music, Hollywood Records i Interscope Records també van llançar quatre senzills separats abans de l'estrena de la pel·lícula: Lazy Susan de 21 Savage i Rich Brian, Every Summertime de Niki, Run It de DJ. Snake, Rick Ross i Rich Brian, i In the Dark de Swae Lee i Jhené Aiko. El 3 de setembre es va publicar un àlbum de banda sonora que contenia aquestes cançons, a més de cançons de JJ Lin, Saweetie, Anderson. Paak, i altres artistes i va ser produït per Sean Miyashiro i 88rising.

## Estrena

### Cinemes
Shang-Chi and the Legend of the Ten Rings es va estrenar al Teatre El Capitan i al TCL Chinese Theatre de Los Angeles el 16 d'agost de 2021, i es va projectar al CinemaCon el 25 d'agost. La pel·lícula va començar a estrenar-se als mercats internacionals l'1 de setembre, i es va estrenar al 66% dels seus mercats al final del seu primer cap de setmana. A Austràlia, Shang-Chi and the Legend of the Ten Rings es va estrenar el 2 de setembre, amb un llançament previst a Nova Gal·les del Sud, Victòria i el Territori de la capital australiana el 16 de setembre a causa dels bloquejos estatals relacionats amb la COVID-19; finalment es va estrenar a Nova Gal·les del Sud l'11 d'octubre quan els cinemes de l'estat van reobrir. Es va estrenar als Estats Units el 3 de setembre en més de 4.200 sales, amb 400 IMAX, més de 850 en format gran premium, 1.500 3D i 275 en l'especialitat D-Box, 4DX i ScreenX.
La pel·lícula va tenir una estrena exclusiva en sales de 45 dies, en lloc de ser estrenada simultàniament als cinemes i a Disney+ amb Premier Access com Black Widow. L'agost de 2021, amb l'augment dels casos de la variant Delta de COVID-19, el director general de Disney, Bob Chapek, va explicar que la pel·lícula es mantindria només en sales a causa de "la practicitat dels canvis d'última hora" i va qualificar l'exclusivitat de 45 dies "un experiment interessant" per a que l'empresa aprengui més sobre com els consumidors volien veure i consumir les seves pel·lícules; Liu va contestar que Chapek anomenava la pel·lícula un experiment, i Feige va afirmar més tard que la resposta de Liu semblava ser un malentès sobre la intenció de Chapek. Shang-Chi and the Legend of the Ten Rings forma part de la fase quatre de l'MCU.

### Mitjans domèstics
La pel·lícula es va estrenar en descàrrega digital el 12 de novembre de 2021, així com a Disney+ com a part de la celebració del "Disney+ Day" del servei. Disney+ també va rebre la versió IMAX millorada de la pel·lícula. Va ser llançat en Ultra HD Blu-ray, Blu-ray i DVD el 30 de novembre. Els mitjans domèstics de la pel·lícula inclouen comentaris d'àudio, escenes suprimides, un rodet de gag i diversos reportatges entre bastidors.

## Recepció

### Taquilla
A 2 de desembre de 2021, Shang-Chi and the Legend of the Ten Rings ha recaptat 224.5 milions de dòlars als Estats Units i Canadà, i 207.7 milions en altres territoris, per un total de 432.2 milions de dòlars a tot el món. La pel·lícula va guanyar 13.2 milions de dòlars a tot el món a través d'IMAX, el que va ser un rècord de cap de setmana de Labor Day.

### Resposta crítica
El lloc web de Rotten Tomatoes va informar d'una puntuació d'aprovació del 91%, amb una puntuació mitjana de 7,5/10, basada en 321 ressenyes. El consens crític del lloc web diu: "Shang-Chi and the Legend of the Ten Rings no està totalment lliure de la fórmula familiar de Marvel, però aquesta emocionant història d'origen expandeix l'MCU de més d'una manera". A Metacritic, la pel·lícula té una puntuació mitjana ponderada de 71 sobre 100, basada en 52 crítics, la qual cosa indica "crítiques generalment favorables". El públic enquestat per CinemaScore va donar a la pel·lícula una nota mitjana de "A" en una escala d'A+ a F, mentre que PostTrak va informar que el 91% dels membres del públic li van donar una puntuació positiva, amb un 78% que va dir que definitivament la recomanarien.

### Premis i nominacions
| Premi                                                    | Data de la cerimònia   | Categoria                                     | Destinataris                                                                                         | Resultat  | Ref(s)  |
| -------------------------------------------------------- | ---------------------- | --------------------------------------------- | --- | --------- | ------- |
| Premis Hollywood Music in Media                          | 17 de novembre de 2021 | Partitura - Ciència-ficció/Fantasy Film       | Joel P. West                                                                                         | Nominat   | [ 124 ] |
| Premis de l'elecció del públic                           | 7 de desembre de 2021  | Pel·lícula del 2021                           | Shang-Chi i la llegenda dels deu anells                                                              | Nominat   | [ 125 ] |
| Premis de l'elecció del públic                           | 7 de desembre de 2021  | Pel·lícula d'acció del 2021                   | Shang-Chi i la llegenda dels deu anells                                                              | Guanyador | [ 125 ] |
| Premis de l'elecció del públic                           | 7 de desembre de 2021  | Estrella de cinema masculina del 2021         | Simu Liu                                                                                             | Nominat   | [ 125 ] |
| Premis de l'elecció del públic                           | 7 de desembre de 2021  | Estrella de cinema femenina del 2021          | Awkwafina                                                                                            | Nominat   | [ 125 ] |
| Premis de l'elecció del públic                           | 7 de desembre de 2021  | Estrella de pel·lícules d'acció del 2021      | Simu Liu                                                                                             | Guanyador | [ 125 ] |
| Gala inoblidable – Premis Asian Americans                | 11 de desembre de 2021 | Actor destacat al cinema                      | Simu Liu                                                                                             | Guanyador | [ 126 ] |
| Gala inoblidable – Premis Asian Americans                | 11 de desembre de 2021 | Director                                      | Destin Daniel Cretton                                                                                | Guanyador | [ 126 ] |
| Premis de cinema de l'Associació de Crítics de Hollywood | 8 de gener de 2022     | Millors efectes visuals                       | Christopher Townsend, Dan Oliver, Joe Farrell i Sean Walker                                          | Pendent   | [ 127 ] |
| Premis de cinema de l'Associació de Crítics de Hollywood | 8 de gener de 2022     | Millor pel·lícula d'acció                     | Shang-Chi i la llegenda dels deu anells                                                              | Pendent   | [ 127 ] |
| Premis de cinema de l'Associació de Crítics de Hollywood | 8 de gener de 2022     | Les millors acrobàcies                        | Shang-Chi i la llegenda dels deu anells                                                              | Pendent   | [ 127 ] |
| Premis de la Crítica Cinematogràfica                     | 9 de gener de 2022     | Millors efectes visuals                       | Shang-Chi i la llegenda dels deu anells                                                              | Pendent   | [ 128 ] |
| Premis Annie                                             | 26 de febrer de 2022   | Millor animació de personatges - Acció en viu | Karl Rapley, Sebastian Trujillo, Richard John Moore, Merlin Bela, Wassilij Maertz i Pascal Raimbault | Pendent   | [ 129 ] |

El desembre de 2021, Shang-Chi i la llegenda dels deu anells van rebre el premi Vanguard a la 19a edició dels premis asiàtics anuals d'Unforgettable Gala, un honor que abans havia tingut The Farewell (2019).

## Especial documental
El febrer de 2021 es va anunciar la sèrie documental Marvel Studios: Assembled. L'especial d'aquesta pel·lícula, Assembled: The Making of Shang-Chi and the Legend of the Ten Rings, passa entre bastidors de la realització de la pel·lícula i es va estrenar a Disney+ el 12 de novembre de 2021.

## Seqüela
El desembre de 2021, es va anunciar que s'estava desenvolupant una seqüela, amb Cretton tornant a escriure i dirigir.